# Friedrich Wilhelm von Steuben
Friedrich Wilhelm Ludolf Gerhard Augustin von Steuben (17 de setembro de 1730 – 28 de novembro de 1794) foi um oficial de exército prussiano que serviu como general-inspetor e major-general do Exército Continental durante a Guerra de Independência dos Estados Unidos.
Von Steuben é creditado por ensinar ao Exército Continental as essências do exercício e disciplina militares, ajudando-o e conduzindo-o à vitória. Escreveu o Manual de Exercício da Guerra Revolucionária, um livro que se tornou na norma dos Estados Unidos de exercícios manuais até a Guerra de 1812, e serviu como chefe do estado maior de George Washington nos últimos anos da guerra.

## Homossexualidade
Von Steuben se viu forçado a fugir da Marca de Baden-Durlach, região que hoje faz parte da Alemanha, onde foi alvo de perseguição litigiosa por causa de sua homossexualidade, ainda naquela época classificado como infração por sodomia. Na França ele conheceu Benjamin Franklin, um enviado político dos Estados Unidos que, com sua personalidade e charme, grandemente encantava a sociedade parisiense.
Quando ingressou na força militar do então general George Washington em Vale Forge, nos Estados Unidos, em fevereiro de 1778, Von Steuben chegou da Europa acompanhado por seus dois moços na condição declarada assistentes. Apesar dos recorrentes rumores sobre suas atividades como homossexual ativo, jamais foi conduzida qualquer investigação oficial sobre este aspecto da vida de Von Steuben; o que certamente o teria impedido de receber reforma remunerada, a qual foi aprovada oficialmente instituida pelo Congresso dos Estados Unidos no final da guerra, beneficiando-o até sua morte em sua residência final na localidade de Roma, no estado de Nova Iorque.